# Santa María (skib)
Santa María (fulde navn: La Santa María de la Inmaculada Concepción (Den hellige Maria af den ubesmittede undfangelse)) var det største af de tre skibe, som Christopher Columbus brugte på sin første rejse over Atlanterhavet til Amerika i 1492. Hendes styrmand og ejer var Juan de la Cosa.
Santa María var en karak på omkring 70 fod og var ekspeditionens hovedskib. Hun havde en besætning på 40 mand.
De andre skibe i Columbus flåde var karavellerne Santa Clara, kaldt for Niña ("Pige" – ejeren var Juan Niño) og Pinta ("Den malede"). Alle skibene var købt brugte og aldrig bygget til udforskning.
Santa María var oprindeligt kaldt for La Gallega ("Galicieren"), sandsynligvis navngivet efter at have været bygget i Galicien, dens besætning syntes at have kaldt hende for "Marigalante", bogstaveligt "Beskidte Mary".
Santa María havde tre master. Hun var den langsomste af Columbus skibe, men klarede sig alligevel godt i atlanterhavskrydsningen. Hun gik på grund ved dagens Môle Saint-Nicolas, Haiti den 25. december 1492 og gik tabt. Træ fra skibet blev senere brugt til at bygge Môle Saint-Nicolas, som oprindeligt hed La Navidad ("Jul"), da skibsgrundstødningen skete på juledag.
Der eksisterer i dag ingen autentisk lignende kopi af de tre skibe i Columbus' ekspedition. Adskillige nutidige kopier af Santa María har været bygget, men de er alle baseret på antagelser.